# Jungermanniidae
Jungermanniidae es el más grande grupo de Marchantiophyta. Son distintivos entre las hepáticas por tener delgadas hojas como solapas en cualquiera de los lados del vástago. La mayoría de las otras hepáticas están sin evidencia de hojas.

## Familias

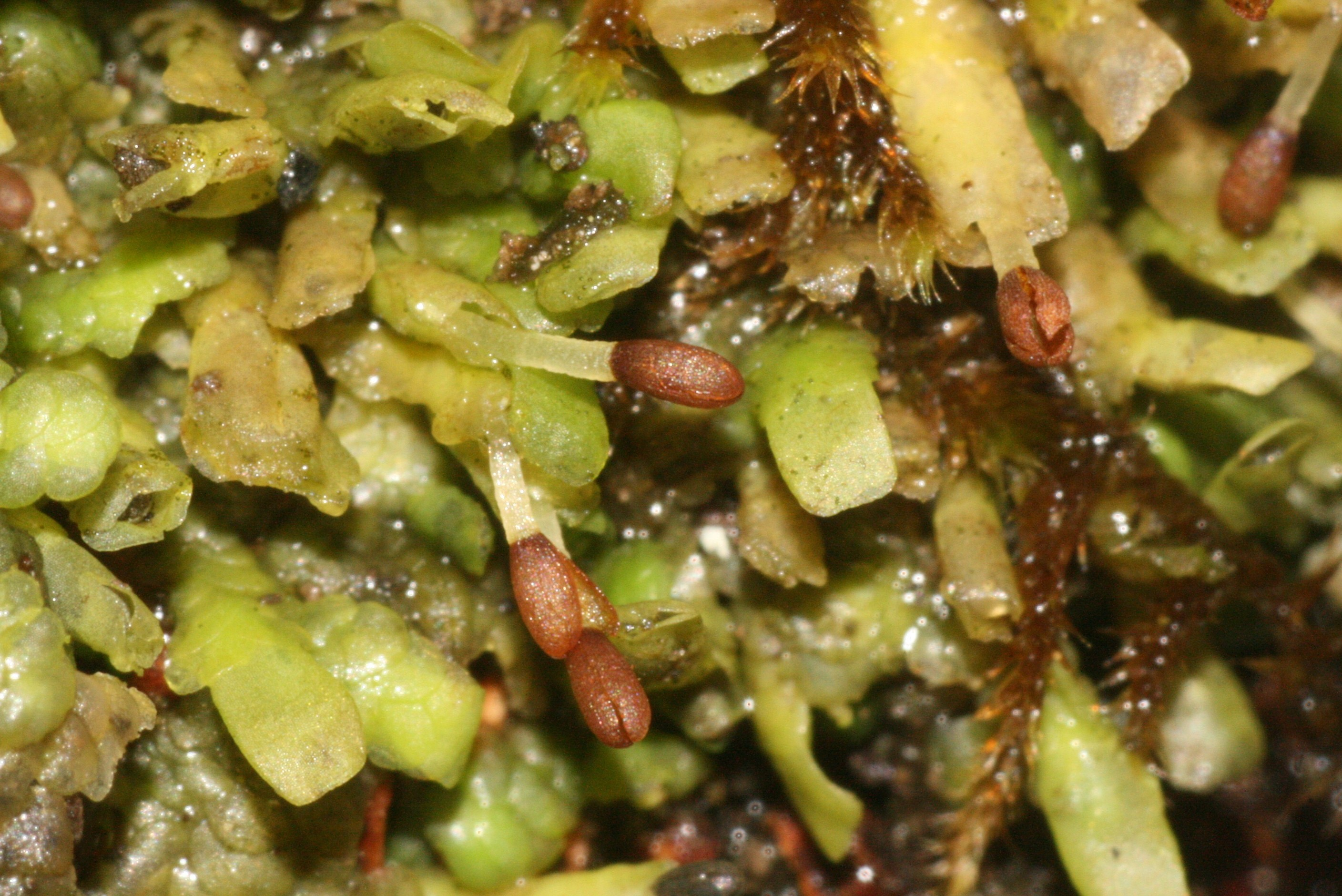
Plantas de Radula complanata con esporófitos.

| - Acrobolbaceae - Adelanthaceae - Anastrophyllaceae - Antheliaceae - Arnelliaceae - Balantiopsidaceae - Blepharidophyllaceae - Brevianthaceae - Calypogeiaceae - Cephaloziaceae - Cephaloziellaceae - Delavayellaceae - Frullaniaceae - Geocalycaceae - Goebeliellaceae | - Grolleaceae - Gymnomitriaceae - Gyrothyraceae - Herbertaceae - Herzogianthaceae - Jackiellaceae - Jamesoniellaceae - Jubulaceae - Jungermanniaceae - Lejeuneaceae - Lepicoleaceae - Lepidolaenaceae - Lepidoziaceae - Lophocoleaceae - Mastigophoraceae | - Myliaceae - Neotrichocoleaceae - Perssoniellaceae - Phycolepidoziaceae - Plagiochilaceae - Pleuroziaceae - Porellaceae - Pseudolepicoleaceae - Ptilidiaceae - Radulaceae - Scapaniaceae - Schistochilaceae - Solenostomataceae - Trichocoleaceae - Trichotemnomataceae - Vetaformataceae |